# WisFaq
WisFaq is een website die sinds 2001 dienstdoet als Nederlandstalige wiskunde-vraagbaak voor het onderwijs. De naam is een samenvoeging van de woorden wiskunde en FAQ. Op deze site beantwoorden een aantal Nederlandse en Belgische vrijwilligers vragen van met name studenten van het secundair onderwijs en leerlingen. De vrijwilligers zijn veelal wiskundedocenten en -studenten. In 2010 bevatte de database van WisFaq antwoorden op meer dan 30.000 vragen.
De vragen die mensen hebben gesteld en de daarop gegeven antwoorden zijn zichtbaar voor iedereen, daarmee is WisFaq een voorbeeld van web 2.0. De vragen met antwoorden zijn op categorie gerangschikt, er is een 'FAQ' afdeling en er is een zoekfunctie. Daarnaast zijn over een aantal onderwerpen samenvattingen.
In de Verenigde Staten is een vergelijkbare website al sinds 1994 actief, Ask Dr. Math. De antwoorden komen hier echter per e-mail en slechts een deel wordt zichtbaar gemaakt voor iedereen.